# Complexul de clădiri al nodului de cale ferată (Basarabeasca)
Complexul de clădiri al nodului de cale ferată este un complex de clădiri amplasat în Basarabeasca, Republica Moldova. Este un monument arhitectural de importanță națională inclus în Registrul monumentelor Republicii Moldova ocrotite de stat cu nr. 2 (raionul Basarabeasca). Datează din jum. II a sec. XIX – înc. sec. XX.